# Amrumbank II
L' Amrumbank II était un bateau-phare construit par le chantier naval de Papenbourg, Meyer Werft en 1914/15 pour le ministère des travaux publics du Royaume de Prusse. Il a remplacé l'ancien bateau-phare Amrumbanck I en 1919.

## Historique
Amrumbank II a été utilisé avec 12 membres d'équipage qui  changeait leur service toutes les deux semaines. Le navire à moteur, qui a été livré en 1917. Il a d'abord servi en 1918 pour des opérations militaires devant l'embouchure de l'Eider et, à partir de 1919 à la station Amrum Bank (en) au large de la côte ouest du Schleswig-Holstein, où il a été utilisé avec un brève interruption jusqu'en 1939 . 
Au cours de ses 65 années de service, le navire a été ancré à différents endroits jusqu'à ce qu'il passe à sa dernière position en 1969, en Deutsche Bucht. Cette information de position est restée sur le côté du navire même après sa mise hors service. Sa tâche a été initialement reprise le 10 octobre 1983 par le bateau-phare Kiel III (maintenant Alexander von Humboldt, et à partir de 1986  par une balise autonome.

### Préservation
Le 19 octobre 1983, le navire a été mis hors service et remis à l'Association Museums-Feuerschiff Amrumbank/Deutsche Bucht e.V.  par la Direction des voies navigables et de la navigation du Nord-Ouest et converti en navire musée dans le canal secondaire d'Emden, qui peut être vu aujourd'hui dans le port d'Emden Ratsdelft, à côté du navire de sauvetage Georg Breusing et du lougre Stadt Emden.

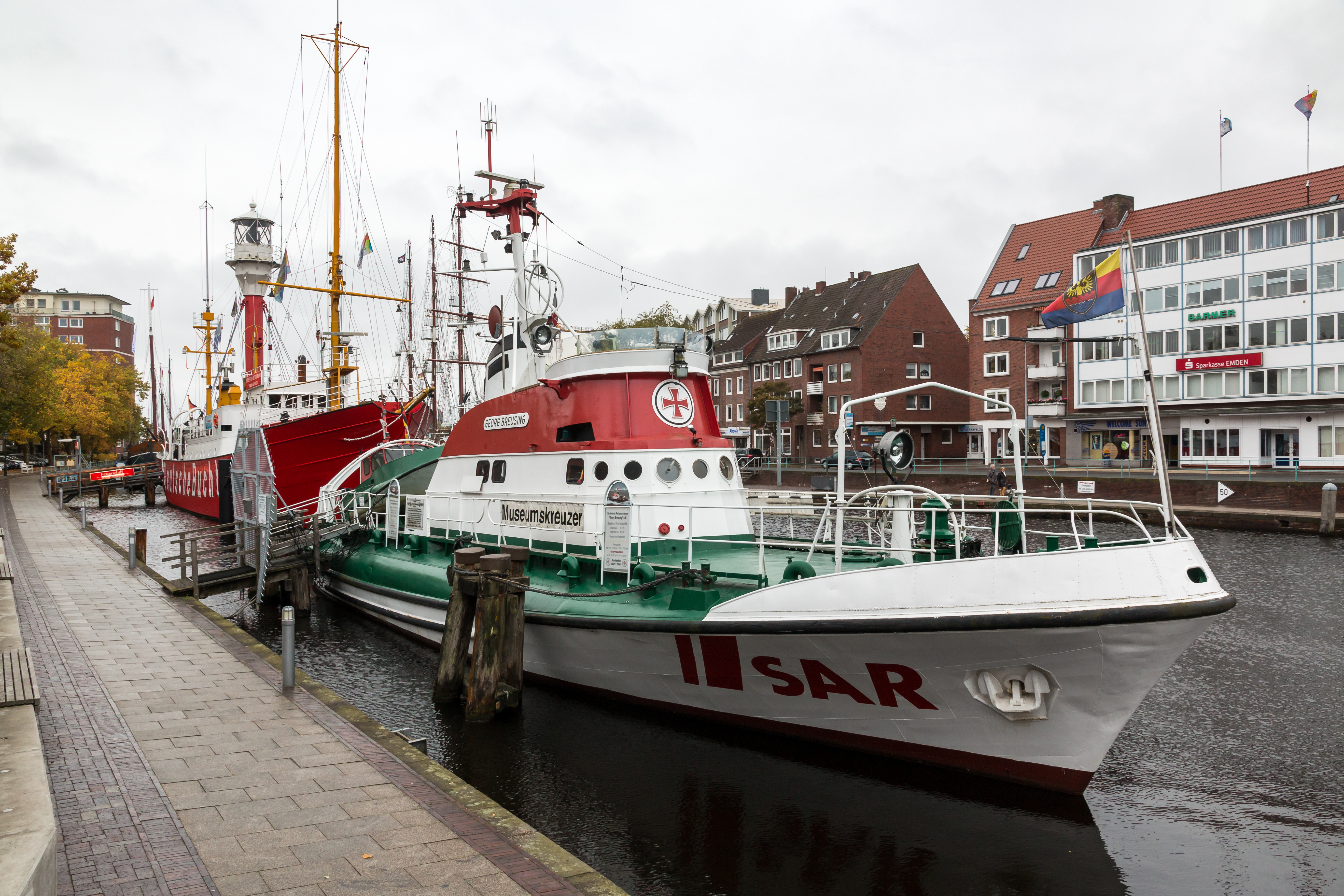
Port d'emden

Le navire comprend désormais un musée de la navigation sur son côté bâbord. Ce musée a été rénové en 2013, pour le 30ème anniversaire. Il présente la technologie des panneaux de navigation, l'histoire et le développement du bateau-phare Amrumbank II, la vie et le travail à bord, la navigation et la communication en mer. Les visiteurs ont également la possibilité de visiter la salle des machines. Le moteur de l'Amrumbank est toujours entièrement fonctionnel et le bateau-phare navigue chaque année.
L'ancien mess dans le rouf a été transformé en restaurant avec une touche maritime. Le pont reconstruit est toujours entièrement fonctionnel et sert de salle de club. Le Deutsche Amateur-Radio-Club  exploite une station de radio avec l'indicatif d'appel DFØMF dans l'ancienne salle des cartes.
Sur le navire, il y a une salle de mariage du bureau d'enregistrement de la ville d'Emden. Les mariages officiels ont lieu dans le salon du capitaine ou sur le pont.

## Amrumbank I
C'était un navire à vapeur avec des voiles de réserve, qui a été construit en 1906/07 et aménagé dans la position alors nouvellement établie Amrum Bank , où il est resté jusqu'à la Première Guerre mondiale. Depuis la mise en service de l'Amrumbank II en 1919, l'ancien navire rebaptisé Reserve Tönning, a été utilisé comme navire de réserve d'incendie jusqu'en 1939. Au début de la Seconde Guerre mondiale, il est devenu le Dow 124, qui a servi dans la Kriegsmarine comme bateau de protection portuaire jusqu'à ce qu'il soit coulé dans la baie de Kiel en 1944 .